# 1994 CN
1994 CN är en asteroid i huvudbältet som upptäcktes den 2 februari 1994 av de båda japanska astronomerna Takeshi Urata och Hitoshi Shiozawa vid Fujieda-observatoriet i Fujieda.
Asteroiden har en diameter på ungefär 7 kilometer och den tillhör asteroidgruppen Eos.